# Mireș, Bistrița-Năsăud
Mireș este un sat în comuna Chiuza din județul Bistrița-Năsăud, Transilvania, România.